# While Heaven Wept
While Heaven Wept (förkortat WHW) är ett amerikanskt doom metal-band, bildat 1989 i Dale City i Virginia. Gruppens frontman är gitarristen och sångaren Tom Phillips. På bandets tidiga material använde Phillips growl, men övergick till ren sång efter ett tag.
Bandets texter handlar ofta om förtvivlan, sorg och missmod.

## Medlemmar
Nuvarande medlemmar
- Tom Phillips – sång, gitarr, keyboard (1991-idag)
- Jim Hunter – basgitarr, sång (1998-idag)
- Scott Loose – gitarr (1998-idag)
- Michelle Loose-Schrotz – keyboard, stämsång (1998-idag)
- Trevor Schrotz – trummor (2004-idag)
- Rain Irving – sång (2008-idag)
- Jason Lingle – keyboard (2001-idag)

Tidigare medlemmar
- Jake Bodnar - keyboard
- Greg Schwan - keyboard
- Wiley Wells - keyboard
- Louis Hatzimichalis - sång
- Chris Galvan - gitarr (1989-1990)
- Brendan "Ber" Galvan - sång (1989-1991)
- Chad Peevy - basgitarr (1990-1991, 1992)
- Jim Chappell - trummor (1990-1991)
- Jason Stone - basgitarr (1992)
- Gabe Funston - basgitarr (1992-1995)
- James Wharton - trummor (1992)
- Jon Paquin - trummor (1992-2001)
- Ricardo Garcia - gitarr (1992-?)
- Shane Privette - sång (1992-?)
- Kenny Thomas - gitarr, sång (1992)
- Danny "Clayton" Ingersson - basgitarr, keyboard, viola (1995-1997)
- Kevin Hufnagel - gitarr (1995-1997)
- Jim Murad - basgitarr (1998)
- Scott Waldrop - gitarr (1998)
- Phil Bloxam - trummor (2001)
- Jason Gray - trummor (2001-2004)

Turnerande medlemmar
- Juan Somarriba - gitarr
- Angelo Tringali - gitarr
- Fred Provoost - keyboard (2004-?)
- David Bornhauser - gitarr

## Diskografi
Studioalbum
- Sorrow of the Angels (1998)
- Of Empires Forlorn (2003)
- Vast Oceans Lachrymose (2009)
- Fear Of Infinity (2011)
- Suspended at Aphelion (2014)

Livealbum
- Triumph : Tragedy : Transcendence - Live at the Hammer of Doom Festival (2010)

EP
- Lovesongs of the Forsaken (1995)

Singlar
- Into the Wells of Sorrow (1994)
- The Mourning / Frostbit (1997) (delad singel: While Heaven Wept / Cold Mourning)
- The Drowning Years (2002)
- Vessel (2010)

Samlingsalbum
- Chapter One: 1989-1999 (2002)
- The Arcane Unearthed	Compilation (2011)

Demo
- Lovesongs of the Forsaken (1994)